# Wilmar Alexander Roldán Pérez
Wilmar Alexander Roldán Pérez (Remedios, departament d'Antioquia, 24 de gener de 1980), és un àrbitre de futbol colombià.
Ha arbitrat a la primera divisió colombiana des de 2003, i va esdevenir àrbitre internacional de la FIFA el 2008.
El març de 2013, la FIFA el va incloure en la llista de 52 àrbitres candidats per la Copa del Món de Futbol de 2014 al Brasil. El gener de 2014, la FIFA el va incloure a la llista definitiva d'àrbitres pel mundial. Va arbitrar el partit del Grup A entre Mèxic i el Camerun, un partit en què va cometre diversos errors, inclosa l'anul·lació errònia de dos gols mexicans.